# Nikolaus Friedrich (Bildhauer)

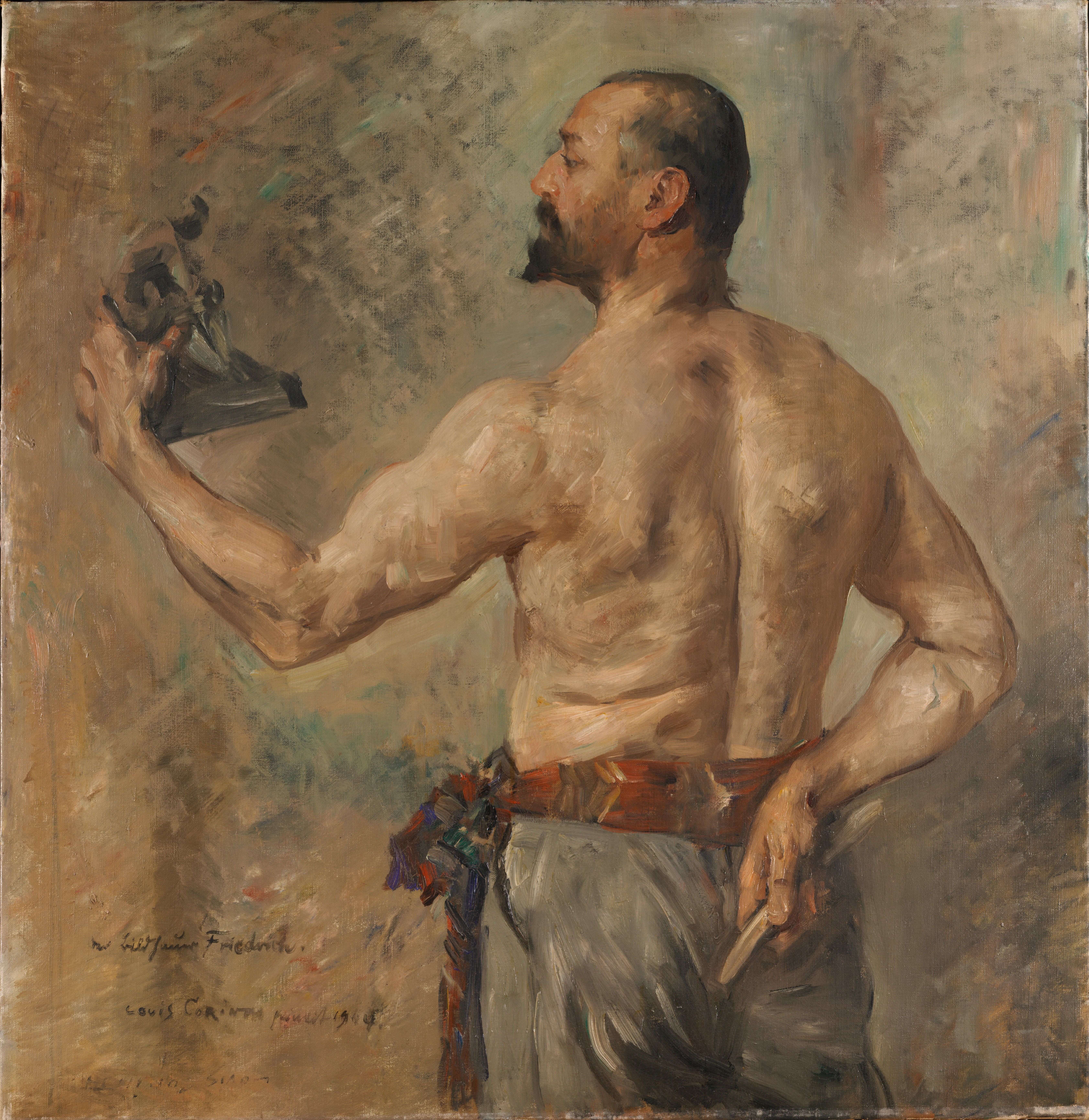
Nikolaus Friedrich. Gemälde von Lovis Corinth (1904)

Nikolaus Friedrich (* 17. Juli 1865 in Köln; † 6. Februar 1914 in Berlin; im Kunstmarkt oft Nicolaus Friedrich geschrieben) war ein deutscher Bildhauer.

## Leben

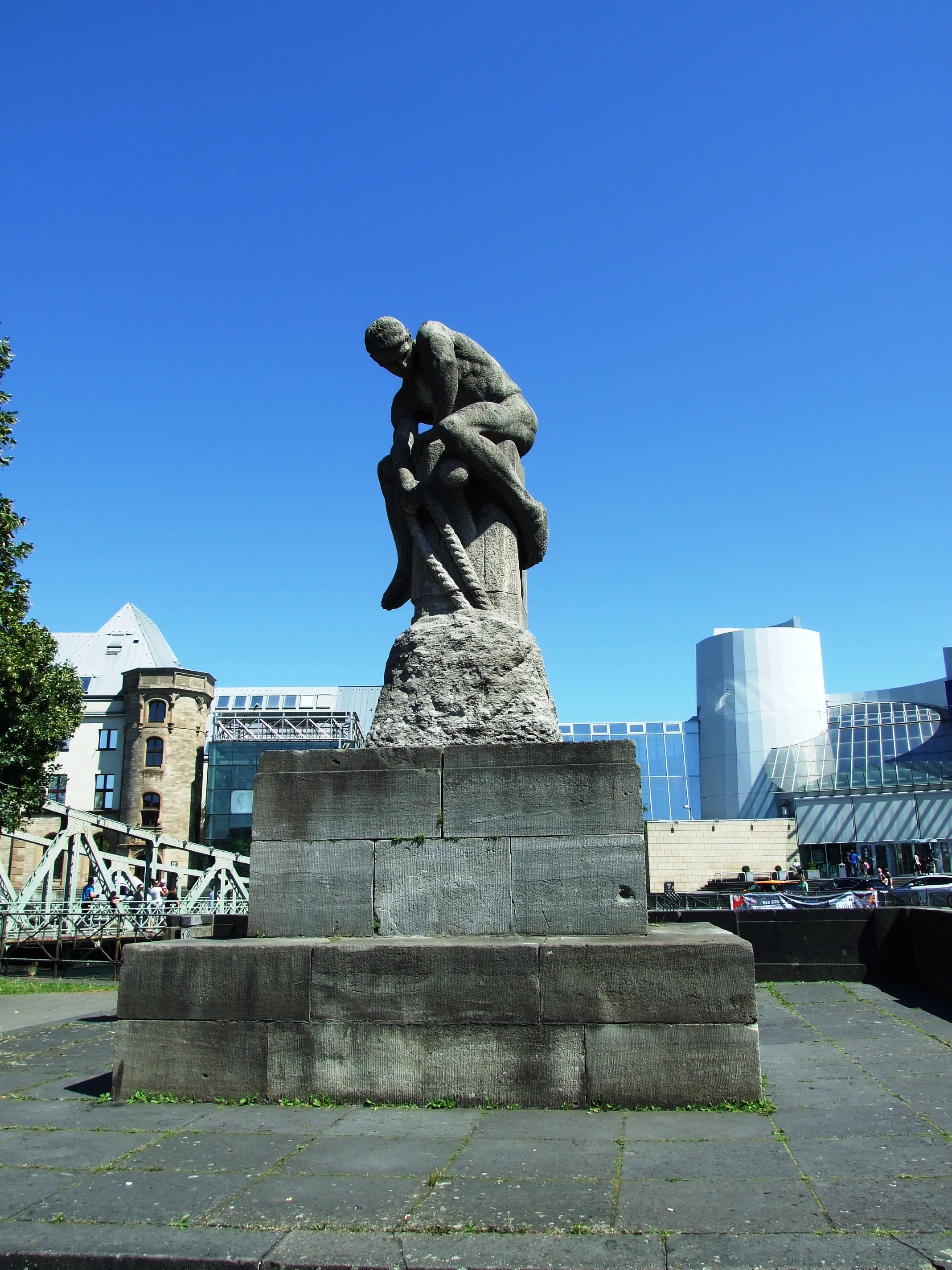
Monumental: Der Tauzieher am Malakoffturm in Köln

Als Sohn des Schreiners Hubert Friedrich und dessen Ehefrau Gertrud Friedrich, geborene Weiler, verbrachte Nikolaus Friedrich seine Lehrjahre in seiner Heimatstadt Köln, wo er an der gewerblichen Zeichenschule den Unterricht von Wilhelm Albermann besuchte. Im Anschluss war er mehrere Jahre im Ausland tätig; so wirkte er von 1891 bis 1893 an der Erstellung von Dekorationen für die Weltausstellung 1893 in Chicago mit.
Zurückgekehrt setzte er im November 1893 seine Studien an der Königlichen Akademie der Künste zu Berlin fort. Im März 1896 bewarb sich Friedrich mit Lebenslauf um das Stipendien der „Dr.-Paul-Schultze-Stiftung“, welche die Hälfte des Vermögens an die Abteilung für Skulpturen der Königlichen Akademie zufallen ließ. Mit dem so genannten Rom-Preis der Akademie führten ihn seine Studienreisen nach Brüssel, Paris, Luxembourg, Monaco, weiter nach Italien und dort 1896/97 Aufenthalt in der Villa Strohl-Fern in Rom.
Von 1897 bis 1901 war Friedrich Meisterschüler von Reinhold Begas, an dessen Skulpturen er als Denkmalshelfer mitarbeitete, was auch zunächst seinen Stil bestimmte. Als einer der ersten folgte er aber dann der durch Adolf von Hildebrand begonnenen Neuausrichtung, weg vom Neobarock und hin zu einer stilistischen Strenge. Noch während dieser Zeit wurde eine von Friedrichs Arbeiten auf der Weltausstellung in Paris des Jahres 1900 prämiert. Bereits im Vorjahr war er der 1898 begründeten Berliner Secession beigetreten, an deren Ausstellungen er bis 1911 teilnahm. In den Jahren 1902 und 1905 erwarb schließlich die Nationalgalerie in Berlin zwei seiner Werke. 1904 wurde seine Statuette Bogenspanner vor der Nationalgalerie aufgestellt. Museen in Köln, Krefeld und Hagen erwarben weitere Arbeiten von Friedrich.
Seine Werke sind durch einen kräftigen, aber durch ein sicheres Schönheitsgefühl bestimmten Realismus geprägt. Menschen stellte er überwiegend nackt dar.
Friedrich wurde von dem befreundeten Maler Lovis Corinth zweimal porträtiert. Das Der Bildhauer genannte zweite Porträt von 1912 zeigt den Künstler in seinem Atelier, in dem er als Personifikation des modernen, zeitgenössischen Bildhauers dargestellt wird.
Friedrichs Tauzieher, den er 1908 anlässlich einer Ausstellung der „Vereinigung Kölner Künstler“ in der Kölner Flora vorstellte, wurde 1911 als vielfach vergrößertes Monumentalwerk am Kölner Rheinauhafen vor dem Malakoffturm aufgestellt.
Nikolaus Friedrich starb 1914 im Alter von 48 Jahren in Berlin und wurde auf dem Friedhof I der Jerusalems- und Neuen Kirche vor dem Halleschen Tor beigesetzt. Das Grab ist nicht erhalten.

## Werke (Auswahl)

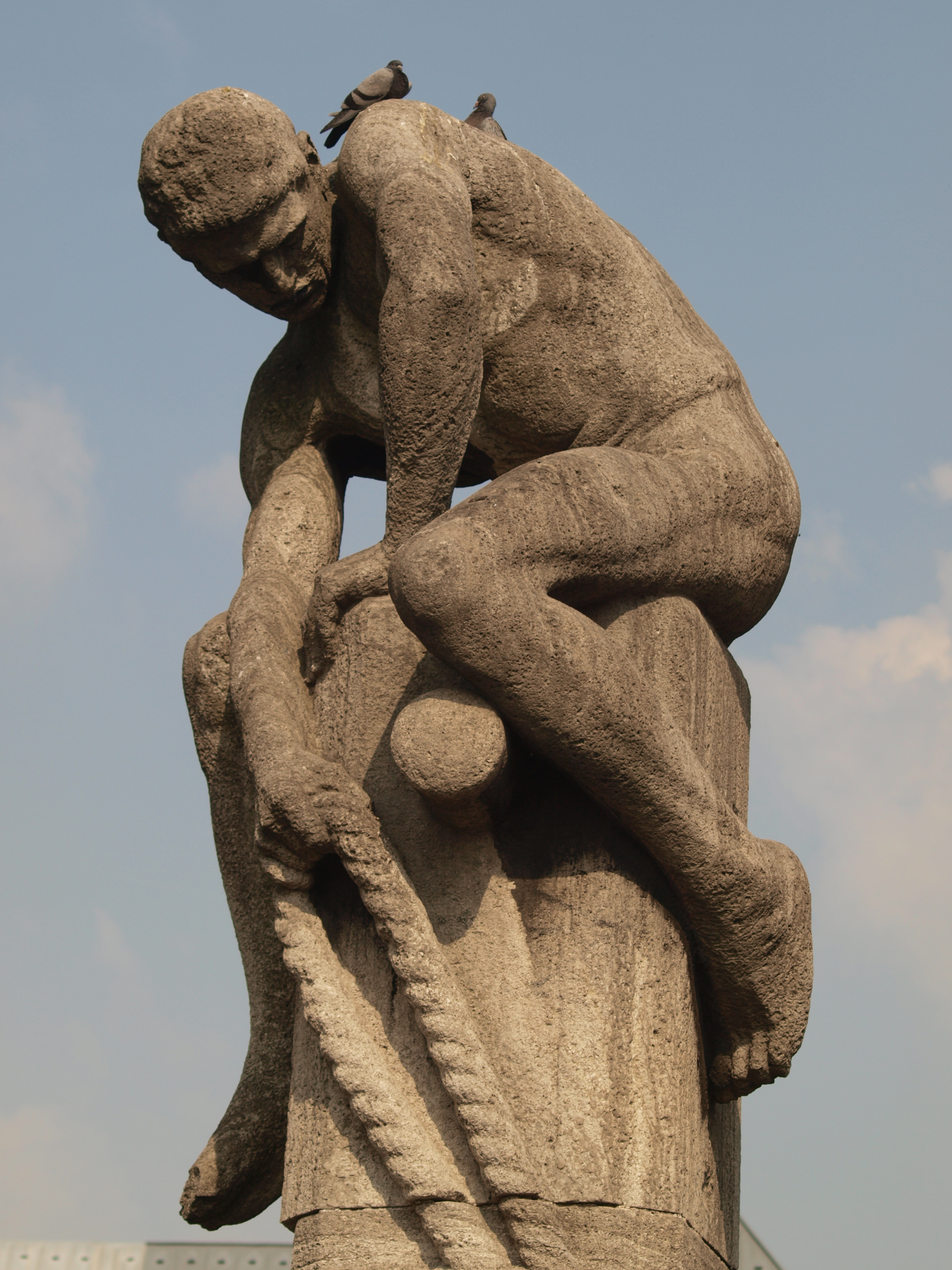
Tauzieher

- 1897: Teilnahme am Wettbewerb für die Denkmäler Wallraf und Richartz vor dem damaligen Wallraf-Richartz-Museum in Köln, An der Rechtschule; prämiert
- 1898: Falkenjäger
- 1898: Sandalenbinderin. Statuette, Bronze
- 1900: Mädchen mit 2 Katzen
- 1902: Bronzestatuette Ringkämpfer
- 1902: …ob das Herz noch schlägt?
- 1904: Bogenspanner. Statuette
- 1908: Tauzieher. Skulptur; 1911 als Statue aufgestellt, Muschelkalk.

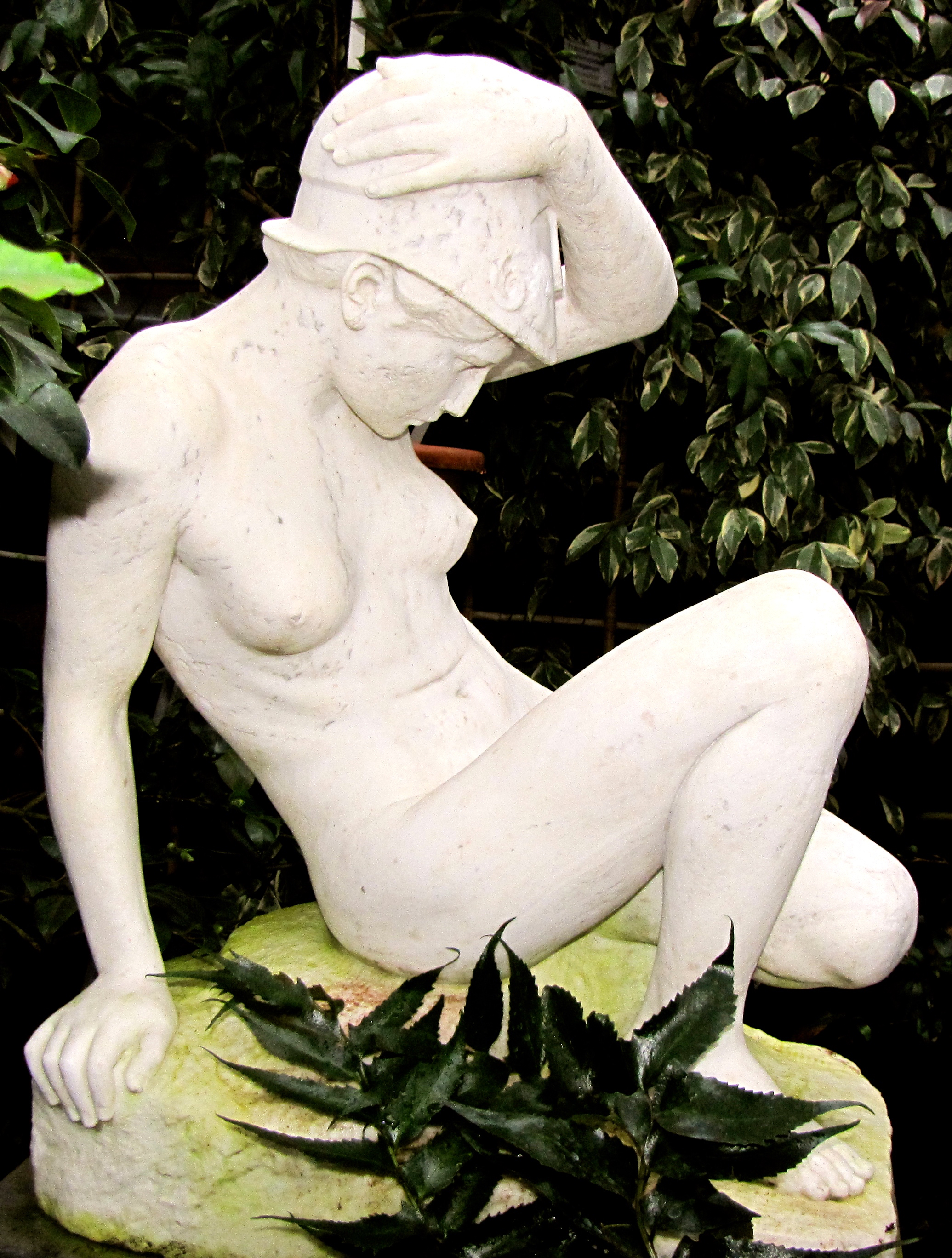
Sterbende Amazone

- 1910: Sterbende Amazone. Marmorstatue (um 1957 für den Frauenrosenhof in der Flora erworben, seit 2010 im Subtropenhaus)[11]